# Bandeira de Uberaba
A versão atual da Bandeira de Uberaba, de 2001, traz o brasão da cidade em fundo branco. 
O brasão foi criado por Afonso d'Escrangnolle Taunay em 1928. É formada por um escudo redondo, português, encimado pela coroa mural, distintivo das cidades. Em campo vermelho, uma faixa de prata no início do escudo, simboliza o rio de águas brilhantes, o Y-berab, uma das prováveis procedências do nome de Uberaba. 
Uma asna, também de prata, conjungada à faixa, deixa no campo do escudo uma área irregularmente triangular que simboliza o Triângulo Mineiro e onde se estampam cinco estrelas de prata, postas em aspa, das quais a do centro, é a maior e uma coroa de príncipe no alto, próxima ao vértice da asna. Simbolizam as cinco estrelas as principais cidades da região do Triângulo Mineiro e a maior recorda a primeira de Uberaba.
Quanto à coroa de príncipe, rememora ela a antonomásia secular atribuída a Uberaba: “Princesa do Sertão”. Na parte inferior do escudo, um touro zebu de ouro, com as patas dianteiras erguidas “possante” ou “furioso”, como se diz em tecnologia heráldica, recorda o papel notável e a riqueza criada pela importação do gado indiano, no centro principal de Uberaba, por iniciativa uberabense. “Indefesse pro Brasilia!”: expressão em latim que significa “Incansável na defesa do Brasil”. Ao listal enramam-se hates de cana de arroz. 
À direita, um oficial da milícia mineira que recorda os fundadores do “Sertão da Farinha Podre”, especialmente o sargento-mor Antônio Eustáquio da Silva e Oliveira, o principal fundador de Uberaba. 
À esquerda, um soldado com uniforme dos voluntários da pátria, na campanha do Paraguai, relembra que Uberaba foi o campo de guarnições das forças que fizeram a Campanha do Mato Grosso e a Retirada da Laguna. Na parte central da coroa do mural, vê-se um escudete com as pechas simbólicas de São Sebastião e as Chagas de Cristo da ordem de São Francisco à qual pertenceu Santo Antônio.